# 火擬四眼鱂
火擬四眼鱂，為輻鰭魚綱鯉齒目鰕鱂亞目溪鱂科的其中一種，為熱帶淡水魚，分布於南美洲巴西及法屬圭亞那的Oyapock河流域，體長可達15公分，棲息在水流緩慢、混濁具有沉積物的底中層水域，具有領域性，生活習性不明，可作為觀賞魚。

## 擴展閱讀
維基物種上的相關：火擬四眼鱂